# ضواحي سورينام
تنقسم سورينام إلى ضواحي ( District ) في المستوى الإداري الأول وفي المستوى الإداري الثاني تنقسم هذه الضواحي إلى 62 منتجع ( Resorts ). باراماريبو هي عاصمة ضاحية باراماريبو و كذلك عاصمة سورينام.

## التاريخ
تم أول تقسيم في 8 أكتوبر 1834 من قبل هولندا عندما أعلن المرسوم الملكي أيام الأستعمار الهولندي بتقسم الدولة إل 8 أقسام و ضاحيتين :
سورينام و توراريكا العليا، و بارا، و كوميويجني العليا، و كوتيكا، و بيريكا العليا، و كوميويجني السفلى، و كوتيكا السفلى، و ماتابيكا، و ساراماكا، و ضاحية كوروني، و ضاحية نيكيري.
الأقسام كانت مناطق بالقرب من مدينة العاصمة باراماريبو والضواحي كانت بعيد عن المدينة.
في عام 1927 تم إعادة تشكيل ضواحي سورينام وتم تقسيم إلى 7 ضواحي. بعد تعديلات في أعوام  1943 و 1948 و 1949 و 1952 و 1959 وتعديل بسيط في 28 أكتوبر 1966 وصلت الضواحي إلى الشكل التالي:ضاحية نيكيري، و ضاحية كوروني، و ضاحية ساراماكا، و ضاحية بوكوبونو، و ضاحية بارا، و ضاحية سورينام، و ضاحية باراماريبو، و ضاحية كوميويجني، و ضاحية مارويجني.

وبقيت على هذا الوضع حتى تم إعادة تشكيلها في 1980 تحت الشروط التالية:
- إذا تغير الحدود يؤدي إلى تحسين الوظائف.
- كل منقطة يجب أن تطور.
- أن تحترم هوية السكان الأصليين في رسم الحدود.

بقي تعديل عام 1980 حتى اليوم .

## الضواحي
| رقم على الخريطة | الضاحية                     | العاصمة                      | المساحة (كم²) | المساحة (%) | تعداد السكان (تعداد 2012) | نسبة التعداد (%) | الكثافة السكانية (نسمة/كم²) |
| --------------- | --------------------------- | ---------------------------- | ------------- | ----------- | ------------------------- | ---------------- | --------------------------- |
| 1               | ضاحية بروكوبوندو Brokopondo | بروكوبوندو Brokopondo        | 7,364         | 4.5         | 15,909                    | 2.9              | 2.2                         |
| 2               | ضاحية كوميويجني Commewijne  | نيو أمستردام Nieuw-Amsterdam | 2,353         | 1.4         | 31,420                    | 5.8              | 13.4                        |
| 3               | ضاحية كوروني Coronie        | توتنس Totness                | 3,902         | 2.4         | 3,391                     | 0.6              | 0.9                         |
| 4               | ضاحية مارويجيني Marowijne   | ألبينا Albina                | 4,627         | 2.8         | 18,294                    | 3.4              | 4.0                         |
| 5               | ضاحية نيكيري Nickerie       | نيو نيكيري Nieuw-Nickerie    | 5,353         | 3.3         | 34,233                    | 6.3              | 6.4                         |
| 6               | ضاحية بارا Para             | أنفرواخت Onverwacht          | 5,393         | 3.3         | 24,700                    | 4.6              | 4.6                         |
| 7               | ضاحية باراماريبو Paramaribo | باراماريبو Paramaribo        | 182           | 0.1         | 240,924                   | 44.5             | 1323.8                      |
| 8               | ضاحية ساراماكا Saramacca    | غرونينغن Groningen           | 3,636         | 2.2         | 17,480                    | 3.2              | 4.8                         |
| 9               | ضاحية سيباليويني Sipaliwini | لايوجد                       | 130,567       | 79.7        | 37,065                    | 6.8              | 0.3                         |
| 10              | ضاحية وانيكا Wanica         | ليليدرب Lelydorp             | 443           | 0.3         | 118,222                   | 21.8             | 266.9                       |
|                 | سورينام                     | باراماريبو                   | 163,820       | 100.0       | 541,638                   | 100.0            | 3.3                         |

- أيزو 3166-2:SR

## الروابط الخارجية
- Districts of Suriname at statoids.com